# Карагандажитлобуд і ВТТ
Карагандажитлобуд і ВТТ (рос. КАРАГАНДАЖИЛСТРОЙ И ИТЛ, ИТЛ Карагандажилстроя, Карагандинстрой, ИТЛ при Строительстве Карагандажилстроя, Карагандауголь) — підрозділ, що діяв у структурі виправно-трудових таборів СРСР.
Організований не раніше 04.09.46;

закритий 15.09.48 — переданий до складу Карагандинського ВТТ.

## Підпорядкування і дислокація
- ГУЛЖДС .

Дислокація: Казахська РСР, Карагандинська область, м.Караганда

## Виконувані роботи
- буд-во індивідуальних будинків в Караганді для МУП СРСР (800 будинків) та Мін. гумотехніч. пром. СРСР (200 будинків)

## Чисельність з/к
- 01.01.47 — 59,
- 12.47 — 2335,
- 01.01.48 — 3165